# Аль-Амірат
Аль-Амірат (العامرات) або Аль Амарат — це місто мухафази Маскат, у північно-східному Омані.